# 胡文平
胡文平（1970年—），男，湖南衡山人，天津大學黨委常委及常務副校長。湖南大學化學化工系畢業，中國科學院金屬研究所碩士，中國科學院化學研究所博士。中國科學院百人計劃歸國者之一。